# Estadio do Bessa
El Estadio do Bessa Siglo XXI o simplemente Estadio do Bessa es un estadio de fútbol ubicado en la ciudad de Oporto en Portugal. El estadio es propiedad del equipo Boavista FC que juega en la Superliga de Portugal, fue inaugurado en 1972 y renovado en 2003 con motivo de la Eurocopa 2004.

## Partidos de la Eurocopa 2004 disputados en el estadio

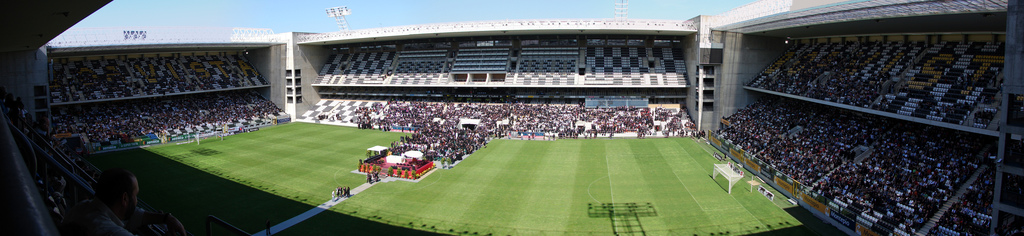
Imagen Panorámica Estádio do Bessa.

| Fecha               |           | Resultado |          | Ronda   |
| ------------------- | --------- | --------- | -------- | ------- |
| 16 de junio de 2004 | Grecia    | 1–1       | España   | Group A |
| 19 de junio de 2004 | Letonia   | 0–0       | Alemania | Group D |
| 22 de junio de 2004 | Dinamarca | 2–2       | Suecia   | Group C |